# Francesc Grau i Viader
Francesc Grau i Viader (Calella, 29 de novembre de 1920 - 1 de novembre de 1997) va ser professor de català, escriptor i periodista.
Va cursar l'ensenyament primari al col·legi dels Escolapis i el batxillerat elemental a l'Institut de Mataró. L'abril de 1938 es va incorporar a l'Exèrcit de la República, destinat en una unitat de xoc (224 Brigada Mixta), on va prendre part en les accions bèl·liques més importants del front de Catalunya. L'1 de gener de 1939 va caure presoner de les tropes franquistes i va passar pels camps de concentració de Logronyo i de Miranda de Ebro, d'on va ser destinat a un batalló de treballadors com a presoner de guerra i, posteriorment, es va haver d'incorporar a l'exèrcit, del qual es va llicenciar el juny de 1945.
Va ser elegit secretari de la Cooperativa l'Amistat de Calella, on va crear la secció de cultura i un certamen literari. Va obtenir el títol de professor de català i va impartir classes a la biblioteca de Calella (de 1970 a 1982), a la de Pineda de Mar (de 1971 a 1982), i a la de Tordera (de 1974 a 1982). Va guanyar els premis literaris Puig i Llensa de narració (1976); el Josep Amatller d'assaig (1985), convocats per la revista Recull, de Blanes, i el premi de novel·la curta Manuel Cerqueda (Andorra, 1994).
Va ser cofundador de la revista La Tralla (1978-1981), de Calella. Va col·laborar a la revista literària El Pont i en la d'història L'Avenç, editades a Barcelona. Va dirigir la revista de Calella El Nunci (1981-1991). També va publicar diversos articles a la revista de l'Alt Maresme Repòrter.
L'editorial Pòrtic li va publicar els llibres Dues línies terriblement paral·leles (1978) i Rua de captius (1981); l'Ajuntament de Calella li va editar Calella, flash-back (1985) i Com unes ales de gavina i altres contes (1983), i el Banc Agrícola i Comercial d'Andorra, Llum vermell (1995).
El juny de 1978 va participar en el cicle de conferències La Guerra Civil a debat, amb Joan Oliver, Joaquim Molas, Vicenç Riera Llorca, Pere Calders i Avel·lí Artís-Gener. El 1979 va assistir a l'assemblea de caputxins de Sarrià en la qual es va debatre el text que van signar 154 intel·lectuals per demanar l'aprovació de l'Estatut d'Autonomia de Catalunya. El 25 d'abril de 1993 va rebre la primera Medalla d'Or de la ciutat atorgada per l'Ajuntament de Calella.
Avui, al seu poble, Calella, hi ha el Centre de Formació Permanent Francesc Grau i Viader, un centre de titularitat municipal on s'imparteix formació per a adults.

## Obra
- 1978 - Dues línies terriblement paral·leles. Club Editor. Barcelona, 2016.
- 1981 - Rua de captius. Club Editor. Col·lecció: "Llibre de butxaca". Barcelona, 1981. Obra autobiogràfica sobre el seu empresonament després de la Guerra Civil.